# Шовковиця в Алушті
Шовковиця в Алушті. Обхват 4,80 м. Висота 10 м. Вік близько 200 років. Росте в Алушті, Крим, по вул. К. Маркса, буд. 7/6. Одна з найстаріших шовковиць в Україні. Мається запломбувати дупло, поставити підпору під гілку. Дерево вимагає заповідання.

## Ресурси Інтернету
- Фотогалерея самых старых и выдающихся деревьев Украины  [Архівовано 8 квітня 2014 у Wayback Machine.]

## Виноски
1. 1 2   Шнайдер С. Л., Борейко В. Е., Стеценко Н. Ф. 500 выдающихся деревьев Украины. — К.: КЭКЦ, 2011. — 203 с.